# Megalocystidium

Powiązania filogenetyczne

Megalocystidium Jülich – rodzaj grzybów z rodziny skórnikowatych (Stereaceae).

## Charakterystyka
Grzyby kortycjoidalne o owocniku rozpostartym, rozproszonym, błoniastym lub woskowatym. Hymenofor gładki, brzeg strzępiasty lub przerzedzony. System strzępkowy monomityczny, strzępki ze sprzążkami, szkliste, cylindryczne, mniej lub bardziej cienkościenne. Gleocystydy długie, wygięte, z zawartością oleju lub granulkowane. Podstawki wąsko maczugowate, szkliste z czterema sterygmoami i sprzążką bazalną lub bez niej. Bazydiospory cylindryczne do elipsoidalnych, gładkie lub z drobną ornamentacją, szkliste, bardziej lub mniej cienkościenne, amyloidalne, niecyjanofilne.

## Systematyka i nazewnictwo
Pozycja w klasyfikacji według Index FungorumStereaceae, Russulales, Incertae sedis, Agaricomycetes, Agaricomycotina, Basidiomycota, Fungi.
Gatunki
- Megalocystidium africanum Boidin, Lanq. & Gilles 1997
- Megalocystidium chelidonium (Pat.) Boidin, Lanq. & Gilles 1997
- Megalocystidium diffissum (Sacc.) K.H. Larss. & Spirin 2021
- Megalocystidium gloeocapitulatum Boidin & Gilles 2000
- Megalocystidium leucoxanthum (Bres.) Jülich 1978 – tzw. woskobłonka białoochrowa
- Megalocystidium luteocystidiatum (P.H.B. Talbot) Sheng H. Wu 1996
- Megalocystidium minutisporum Boidin, Lanq. & Gilles 1997
- Megalocystidium montanum Ginns & G.W. Freeman 1994
- Megalocystidium olens Spirin & Volobuev 2021
- Megalocystidium pellitum Spirin & Kotiranta 2021
- Megalocystidium perticatum Spirin & Volobuev 2021
- Megalocystidium salicis Spirin, Miettinen & K.H. Larss. 2021
- Megalocystidium wakullum (Burds., Nakasone & G.W. Freeman) E. Larss. & K.H. Larss. 2003

Wykaz gatunków i nazwy naukowe na podstawie Index Fungorum. Nazwa polska według W. Wojewody.